# Nederlandsksprogede Wikipedia
Nederlandsksprogede Wikipedia (nederlandsk: Nederlandstalige Wikipedia,  dansk: den nederlandsksprogede Wikipedia) er den nederlandsksprogede  version af det verdensomspændende encyklopædi-projekt Wikipedia. Den nederlandsksprogede Wikipedia blev lanceret 19. juni 2001. I november 2016 er den nederlandsksprogede wikipedia den femtestørste udgave af Wikipedia.
Pr. torsdag den 27. marts 2025 har den nederlandsksprogede Wikipedia 2.182.913 artikler, 3.818 aktive bidragydere og 29 administratorer.

## Milepæl
| Dato       | Antal artikler |
| ---------- | -------------- |
| 19-06-2001 | 1              |
| 14-10-2005 | 100.000        |
| 24-05-2006 | 200.000        |
| 28-05-2007 | 300.000        |
| 17-01-2008 | 400.000        |
| 30-11-2008 | 500.000        |

| Dato       | Antal artikler |
| ---------- | -------------- |
| 30-04-2010 | 600.000        |
| 19-06-2011 | 700.000        |
| 22-10-2011 | 800.000        |
| 07-12-2011 | 900.000        |
| 17-12-2011 | 1.000.000      |

| Dato       | Antal artikler |
| ---------- | -------------- |
| 14-09-2012 | 1.100.000      |
| 09-03-2013 | 1.200.000      |
| 22-03-2013 | 1.300.000      |
| 01-04-2013 | 1.400.000      |
| 12-04-2013 | 1.500.000      |

| Dato       | Antal artikler |
| ---------- | -------------- |
| 14-06-2013 | 1.600.000      |
| 14-10-2013 | 1.700.000      |
| 07-12-2014 | 1.800.000      |